# Пшоняк Іван Миколайович
Іван Миколайович Пшоняк (нар. 3 грудня 1965, с. Федорівка (нині Тудорів) Гусятинського району Тернопільської області) — український журналіст, фотограф, громадський діяч. Член НСЖУ (2012).

## Життєпис

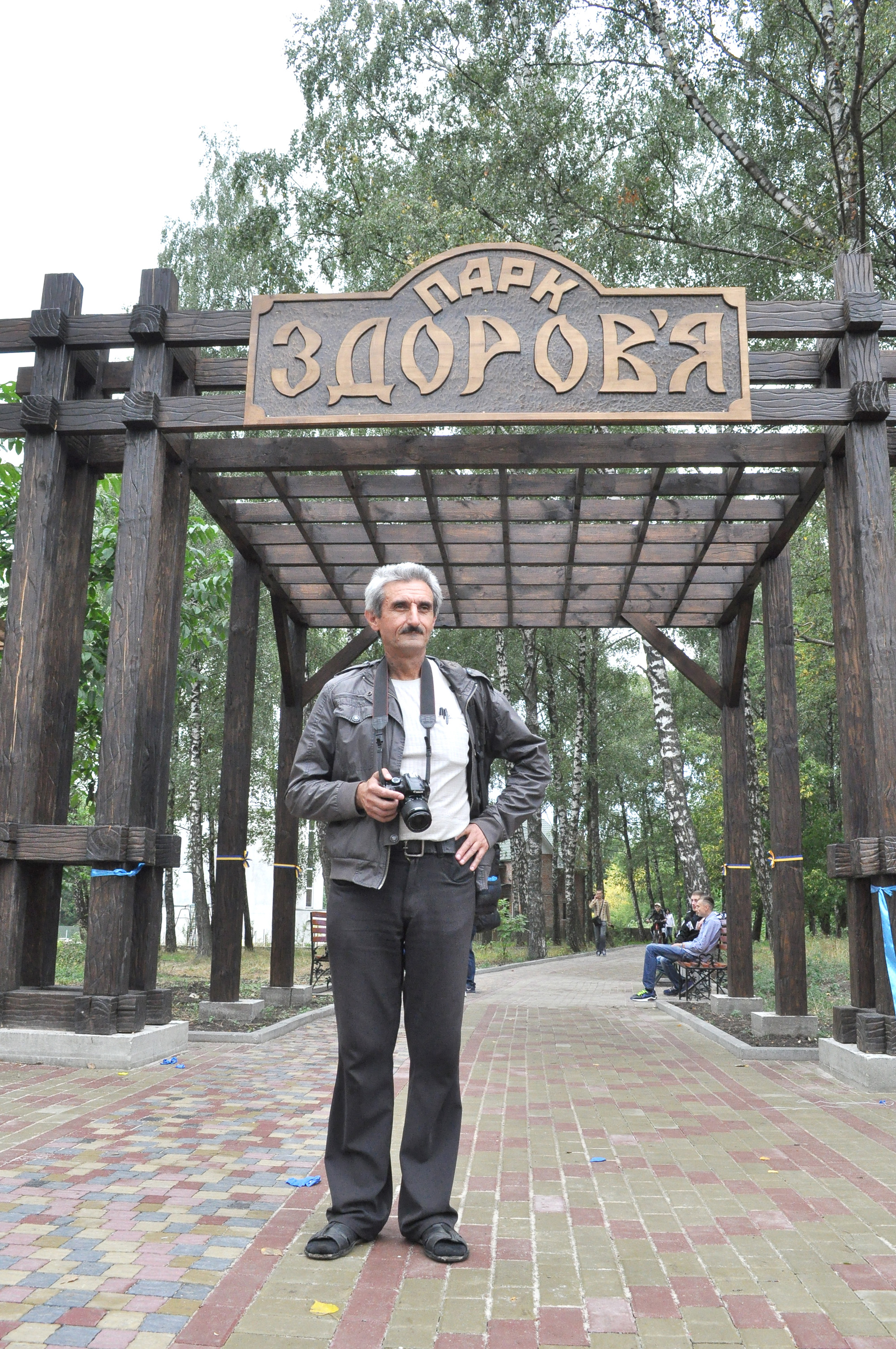
Іван Пшоняк на відкритті Парку Здоров'я (26.08.2015)

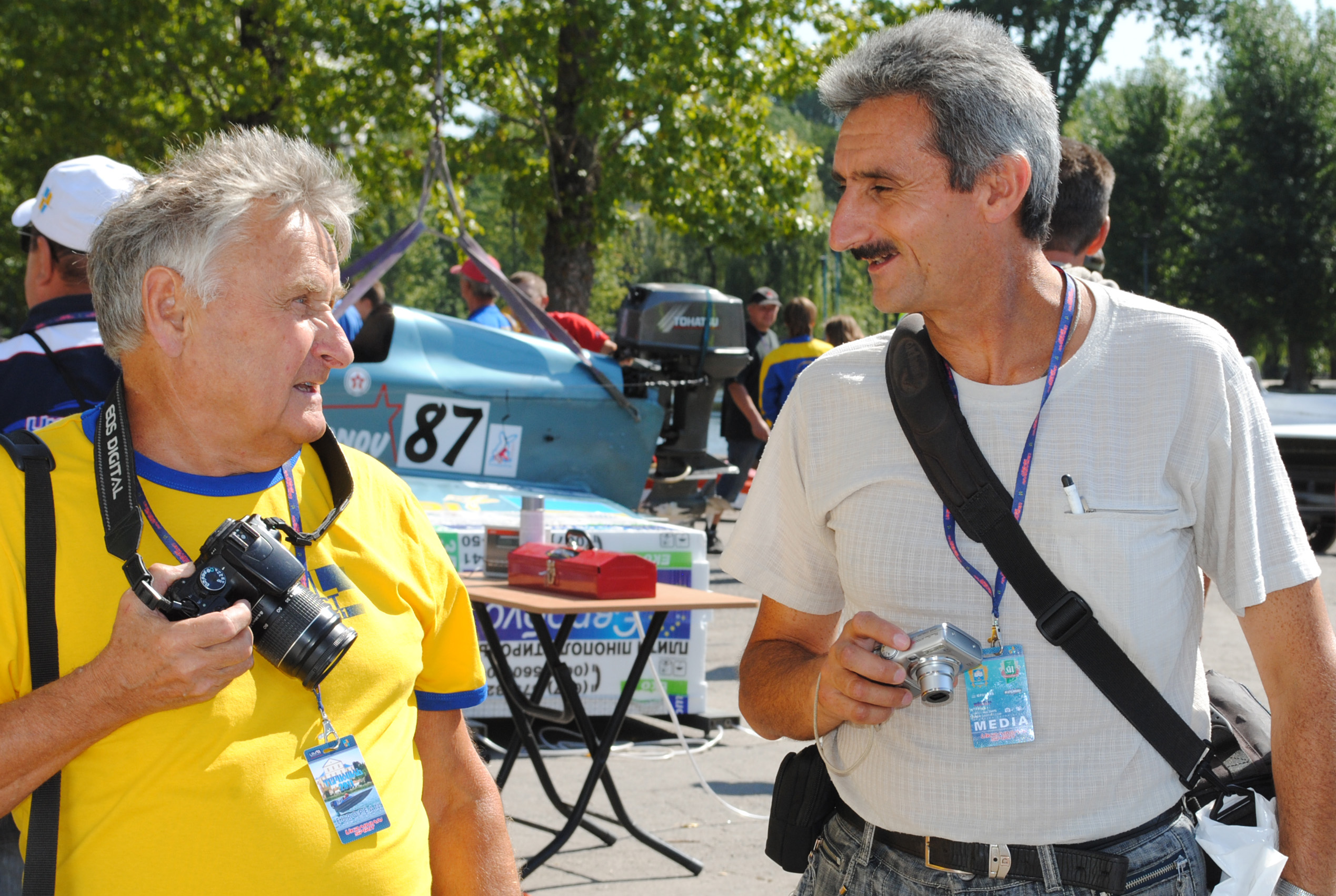
Тернопільські фотокореспонденти Василь Бурма та Іван Пшоняк (27.08.2011).

Навчався у школі в Тудорові. Закінчив Теребовлянське вище училище культури (спеціальність — керівник оркестрів народних інструментів).
Працював директором будинку культури с. Вигода Гусятинського району, електрозварником на Тернопільському комбайновому заводі.
Від 2001 року — журналіст газети «Тернопіль вечірній». Фотокореспондент тернопільських газет «Свобода», «Наш день» та інших.
Член журі міського конкурсу юних фотоаматорів серед дітей з особливими потребами «Ти це зумієш!» (2015), міського конкурсу юних фотолюбителів та учнівських відеофільмів «Провесінь-2014» та «Провесінь-2015», обласного конкурсу авторських фотографій юних аматорів Тернопілля «Ми — в Україні і Україна — в нас», І фотоконкурсу серед читачів книгозбірень Тернопільської міської ЦБС «Читаймер успіху».

## Творчість
Ще в ранньому шкільному віці захопився фотографуванням, першу камеру «Смена-8М» купив за гроші, зароблені на жнивах, колядуваннях та засіваннях у рідному селі. Перші кольорові фотографії почав робити, коли навчався в училищі. Перший цифровий фотоапарат подарували в редакції на День народження у 2005 році.
Світлини друкувалися в газетах «Вільне життя плюс», «Тернопільська газета», «Нова Тернопільська газета», «Місто», «Номер один», «Божий сіяч», «Домашня газета», інформаційних вісниках фестивалю «Цвіт вишиванки», інформаційних бюлетенях Тернопільської міської ради та інших галузевих і партійних виданнях.
Фотоілюстрації є в низці книг тернопільських авторів, фотоальбомах, календарях, буклетах та інших виданнях.

## Нагороди, відзнаки
- приз «Глядацьких симпатій» та 1-ше місце в конкурсі «Жінка в об'єктиві» [6]
- Відзнака Тернопільської міської ради (2015),
- грамоти, дипломи, подяки Тернопільської обласної та міської рад, обласної адміністрації, громадських організацій.

## Доробок

### Виставки
- колективна фотовиставка «Тернопіль: вчора, сьогодні, завтра…», присвячена 471-й річниці міста Тернополя (2011);
- фотовиставка «Революція гідності» (2014, спільно з Миколою Василечком та Ігорем Крочаком), на якій було представлено більше 40 світлин з київського Євромайдану. Виставка експонувалася в Українському Домі «Перемога» (від 23 серпня до 12 вересня) та Тернопільському краєзнавчому музеї (від 21 листопада). Пересувна виставка відвідала всі районні центри Тернопільської області. Світлини з виставки передані у фонди Тернопільського обласного краєзнавчого музею, де ілюструють тематичну експозицію про Євромайдан;
- колективна фотовиставка в Музеї Революції гідності та свободи у Тернопільській ЗОШ № 18 (2016, спільно з Миколою Василечком та іншими)[7]
- колективна фотовиставка «Лицарі землі української» у виставковій залі Тернопільського національного економічного університету (2016, спільно з Миколою Василечком, Ігорем Крочаком, Михайлом Урбанським, посмертно — Віктором Гурняком)[8].

### Світлини
Світлини Івана Пшоняка ілюструють видання
- Тернопільський енциклопедичний словник
- Тернопільщина. Історія міст і сіл